# Image (пісня)
«Image» (укр. Образ) - пісня американського дуету Magdalena Bay з їхнього другого альбому Imaginal Disk (2024).  Вона вийшла на лейблі Mom + Pop Music 10 липня 2024 року, як другий сингл альбому. Це диско-трек з бас-гітарою. Разом з піснею відбулася прем'єра кліпу на «Image», знятого режисеркою Амандою Крамер.
Музичні критики позитивно сприйняли «Image», відзначаючи схожість між вокальними манерами Тененбаум і канадської співачки Grimes, яку Magdalena Bay називали натхненницею їхньої ранньої творчості. Ремікс-версія з Grimes вийшла 29 жовтня 2024 року.  Magdalena Bay виконали «Image» на нічному шоу Джиммі Кіммела наживо наступного дня.

## Реліз
Після виходу синглу «Death & Romance» Magdalena Bay анонсували свій другий альбом Imaginal Disk і випустили другий сингл «Image» на лейблі Mom + Pop Music.  У своєму коментарі щодо треку дует розповів: «Закрий очі. Уяви собі абсолютно нового, кращого себе. Зачекай 22 хвилини. Тепер розплющ очі. Зустрінь свій новий образ! Хіба не дивно, що м'ясо в нашій голові може це робити?».  29 жовтня 2024 року вони поділилися реміксом на «Image» з канадською музиканткою Grimes, яка надихнула на початок музичної кар'єри учасників гурту.

## Огляд
«Image» був написаний і спродюсований обома учасниками Magdalena Bay, Мікою Тененбаум і Меттью Льюїном. Дискотечний трек, містить малий барабан 4/4 і примарний вокал Тененбаум. Ерік Беннетт з Paste відзначив схожість з вокальними манерами Grimes. Вілл Шубе з журналу Flood Magazine заявив, що вона звучить так, «ніби [вона] вийшла з інопланетного космічного корабля», а бас і удари малих барабанів «надають приспіву кусючої гостроти». У статті для The Line of Best Fit Меттью Кім висловив думку, що, як і в інших піснях на Imaginal Disk, інструментарій відповідає ліричному настрою, похваливши «хрусткість» фінального приспіву треку. Журнал Under the Radar назвав «Image» найкращою піснею тижня. У рецензії для Stereogum критик Еббі Джонс описала трек як футуристичний і ностальгічний, який починається «як більш м'який джем, що поєднує в собі Vaporwave і поп-діву, доки у фінальному приспіві не вривається чудовий роздутий бас». Еван Соуді для Spin розповів, що пісня «показала, що гурт все ще може робити космічні бенгери, якщо захоче».

## Відеокліп
Аманда Крамер зняла кліп на пісню «Image». Це продовження відео до «Death & Romance», в якому Тру, героїню Тененбаум, вставляють в лоб «уявний диск», що оновлює її. Відео «Image» «повертає нас у минуле до зали очікування, де Тру чекала на свою першу примірку». Лілі Харт з журналу Glitter Magazine сказала, що це «ідеальний приклад унікальної естетики гурту». 

## Живі виступи
Magdalena Bay виконала пісню «Image» на шоу Джиммі Кіммела Live! 30 жовтня 2024 року, відзначивши свій дебют у нічному ефірі. Гурт переніс «містичні образи» з кліпу на сцену: Тененбаум була одягнена у те саме вбрання і співала перед дзеркальним відеоекраном зі своїх живих концертів.